# Else Warnke
Else Warnke (* 24. Dezember 1908 in Essen; † 28. Oktober 1975) war eine deutsche Politikerin der SPD.

## Ausbildung und Beruf
Else Warnke besuchte die Volksschule, ein Internat so wie eine Werkgemeinschaft (Gymnastikschule). Im Anschluss machte sie eine kaufmännische Ausbildung zur Exportkauffrau. Sie war Praktikantin beim Bundesvorstand des Deutschen Gewerkschaftsbundes (DGB) und danach Gewerkschaftsjugendsekretärin in Hamburg. Nach 1945 war sie als Geschäftsführerin tätig. 1953 wurde sie Landesfrauensekretärin im DGB-Landesbezirk NRW. Ferner war sie Mitglied des DGB-Bundesfrauenausschusses und Vorsitzende des Landesfrauenausschusses NRW.
Warnke war Vorstandsmitglied der Landesversicherungsanstalt Westfalen, des Landesarbeitsamtes, der Landesverbraucherzentrale NRW und des Aktionskreises deutscher Frauenverbände.

## Politik
Else Warnke fungierte als Mitglied des Bezirksausschusses der SPD Westliches Westfalen und als stellvertretende Vorsitzende des Unterbezirksvorstandes der SPD Hagen-Ennepe-Ruhr. Sie war Mitglied des Kreis- und Ortsvorstandes der SPD Ennepe-Ruhr sowie stellvertretende ehrenamtliche Bürgermeisterin der Stadt Ennepetal. 
Else Warnke rückte am 21. März 1968 in den 6. Landtag von Nordrhein-Westfalen nach. In den 7. Landtag vom 26. Juli 1970 bis zum 27. Mai 1975 zog sie über die Landesliste ein.